# Landwind X6

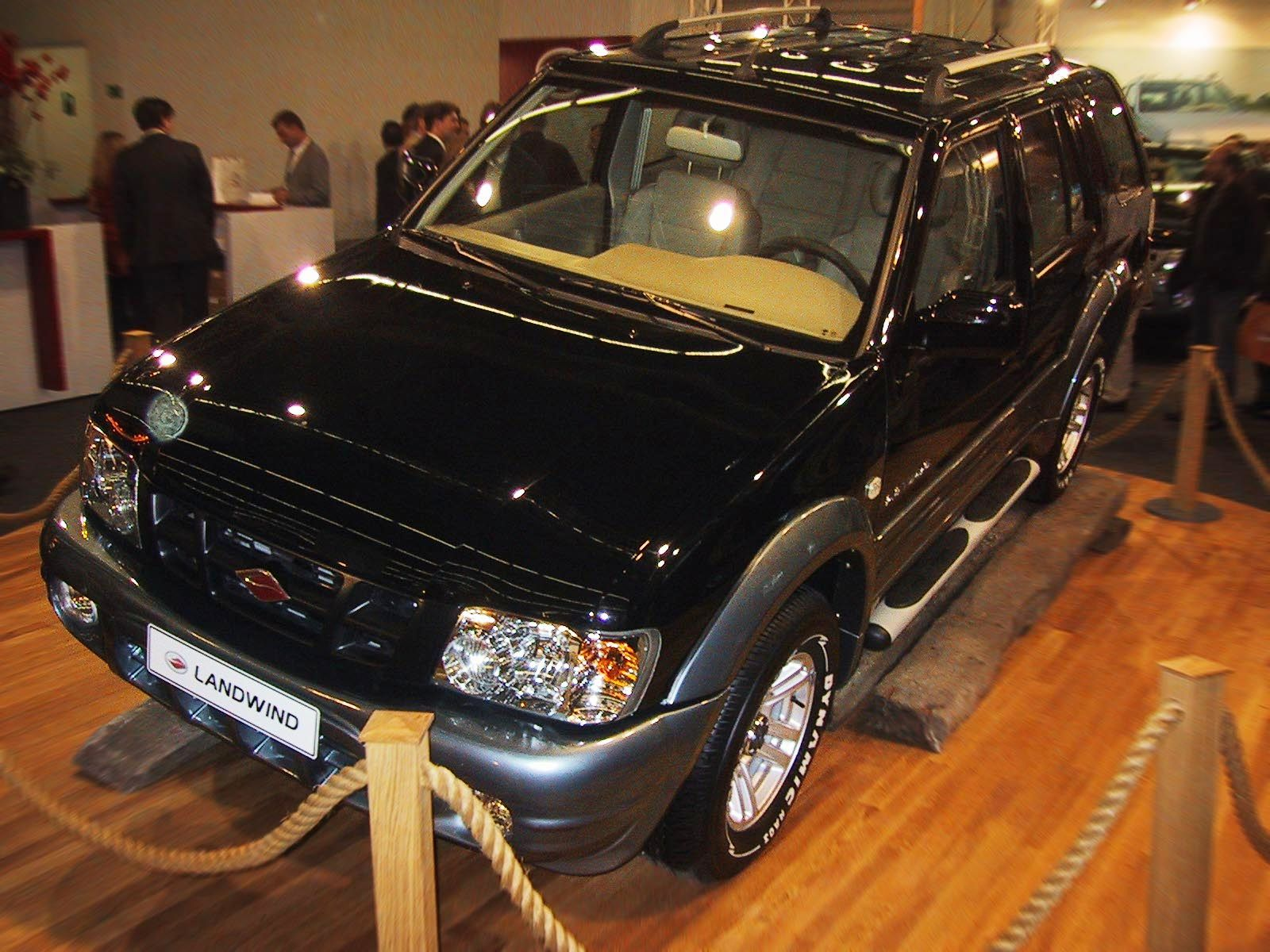
Landwind X6 på IAA 2005.

Landwind X6 är en kinesisk personbil i Landwind-serien som tillverkas sedan 2005 av kinesiska Jiangling Motors. Den kallades ofta tidigare felaktigt endast för Jiangling Landwind i Europa då de var den första modellen från biltillverkaren som såldes där, senare började man dock mera kalla modellen vid dess riktiga namn Landwind X6, detta för att inte blanda ihop modellen med nya modeller i serien som lanserats under de efterföljande åren.

## Teknik
Landwind X6 är en mellanstor SUV med fem dörrar (fyra dörrar plus backluckan) vars kaross kopierats från första generationens Opel Frontera, Isuzu MU Wizard m.fl., med diverse komponenter plockade från olika japanska biltillverkare. Den tillverkas i Kina och importerades en tid till Europa under mitten av 2000-talets första decennium. Det finns även en tredörrarsvariant kallad Landwind X9.

## Kontroverser
Hösten 2005 genomförde den tyska motororganisationen ADAC ett Euro NCAP-inspirerat krocktest som skapade kontroverser kring bilens säkerhet; torpedväggen och A-stolpen vid kollisionsstället på bilens vänstra sida kollapsade vid den simulerade frontalkrocken på 64 km/h vilket gjorde att passagerarkabinen pressades ihop så att ratten och instrumentbrädan krossade testdockan på förarsidan. Även sidokrockskyddet var extremt dåligt för bilstorleken och årgången. Bilen fick 0 av 5 möjliga stjärnor i krocktestet.

## Försäljning i Sverige
Landwind X6 såldes aldrig i Sverige.